# 居伊·弗朗索瓦
居伊·弗朗索瓦（法語：Guy François，1947年9月18日—2019年6月3日），海地足球运动员，司职中场，曾代表海地参加1974年FIFA世界杯。他还效力于Violette AC。